# Iván Parra
Iván Ramiro Parra Pinto (født 14. oktober 1975) i Sogamoso) er en colombiansk tidligere professionel cykelrytter. Han kommer fra en colombiansk cykelfamlie.